# Болгарія на зимових Олімпійських іграх 1976
Болгарія брала участь у зимових Олімпійських іграх 1976 складом з 29 спортсменів у 4 видах спорту